# Ormosia defessa
Ormosia defessa är en tvåvingeart som beskrevs av Alexander 1938. Ormosia defessa ingår i släktet Ormosia och familjen småharkrankar. Inga underarter finns listade i Catalogue of Life.